# Laguna Creek
Laguna Creek est une ancienne  census-designated place du comté de Sacramento en Californie. Elle fait à présent partie de la municipalité de Elk Grove dans la banlieue sud de Sacramento.
Sa population était de 34 309 habitants en 2000.

## Démographie
| 2010   | - | - | - | - | - |
| ------ | - | - | - | - | - |
| 34 309 | - | - | - | - | - |